# MHC Coevorden
MHC Coevorden is een Nederlandse hockeyclub uit de Drentse plaats Coevorden.
De club werd opgericht op 12 september 1953 en speelt op Sportpark De Pampert waar ook een korfbal- en een voetbalvereniging zijn gevestigd. In het seizoen 2012/13 komt alleen het eerste damesteam uit in de Vierde klasse van de KNHB. In het seizoen 2013/2014 keert ook het herenteam terug in de Vierde klasse van de KNHB. Op 23 september 2013 is begonnen met het vervangen van het kunstgrasveld. Het nieuwe veld is in het voorjaar van 2014 in gebruik genomen.